# Guichenotia sarotes
Guichenotia sarotes är en malvaväxtart som beskrevs av George Bentham. Guichenotia sarotes ingår i släktet Guichenotia och familjen malvaväxter. Inga underarter finns listade i Catalogue of Life.